# Соколовский, Вячеслав Михайлович
Вячеслав Михайлович Соколовский (20 января 1973 — 26 декабря 2003) — советский, российский хоккеист, защитник.

## Биография
Воспитанник иркутской «Олимпии», тренер Сергей Огородников.
В первенстве СССР дебютировал в сезоне 1989/90 второй лиги, сыграв за ангарский «Ермак» два матча. Провёл четыре матча в переходном турнире следующего сезона за свердловский «Автомобилист» Чемпион СССР 1990 года среди юниоров в составе СКА (Свердловск). В сезонах 1991/92 —1992/93 игрок СКА (Хабаровск). В ноябре 1993 года провёл три или четыре матча за петербургский СКА в чемпионате МХЛ. Играл в низших российских лигах за «ЦСКА-2» (1993/94), «Сибирь» (1993/94), «Металлург» Ачинск (1994/95), «Ермак» (1996/97), «Кемерово» (1997/98 — 1998/99), «Ривьеру» Москва (2000/01), в чемпионате Словакии.
Скончался 26 декабря 2003 года в возрасте 30 лет, похоронен на Еврейском Ново-Ленинском кладбище Иркутска.